# Johann Feuerstein
Johann Feuerstein (geb. 30. Januar 1871 in Scuol; gest. 12. August 1945 ebenda) war ein Schweizer Fotograf.

## Leben und Werk
Johann Feuerstein absolvierte 1886 eine Lehre beim Bergführer und Fotografen Alexander Flury (1825–1901) in Pontresina. 1892 heiratete er Colombo Feuerstein.
1898 richtete er eine eigene Fotowerkstatt in Scuol ein. 1904 erfolgte der Bau eines Wohn- und Fotogeschäftshauses in Scuol. 1908 legte er an der Lehr- und Versuchsanstalt für Fotografie, Lichtdruck und Gravüre in München die Meisterprüfung ab.
Die Landschaften des Schweizerischen Nationalparks bildeten seinen fotografischen Schwerpunkt. Zudem wurde sein Wohn- und Gästehaus in S-charl, das von seiner Frau geführt wurde, zum Treffpunkt der Nationalpark-Freunde. Feuerstein war ein begeisterter Jäger und Fischer und galt als ausgezeichneter Schütze.
Als Fotograf dokumentierte er den Bau der Rhätischen Bahn und grosse Katastrophen in der Region, so 1913 den Brand der Villa «Lorelei» (Hohenfels), 1921 den Dorfbrand in Sent und 1925 den Dorfbrand in Susch. 1926 begleitete er eine Segelexpedition in der östlichen Adria. Die Fotos erschienen in der Schweizer Illustrierten und im Sport. Für die Firmen Bally und Knorr führte er Aufnahmeserien aus und arbeitete für den Verkehrsverein Scuol. Johann Feuerstein hinterliess über 10’000 Glasplatten und Negative.
Sein Sohn, der Fotograf, Schriftsteller und Journalist Domenic Feuerstein (Senior), und später dessen Söhne, der Fotograf Jon Feuerstein (1925–2010) und der Fotograf, Kameramann und Regisseur Domenic Feuerstein (Junior) (1928–2004), haben ein fotografisches Erbe von über 50’000 Fotografien hinterlassen. 11’100 der Bilddokumente sind online abrufbar.